# Ricochet
Ricochet és una pel·lícula estatunidenca de Russell Mulcahy estrenada el 1991. Aquesta pel·lícula ha estat doblada al català.

## Argument
Fill d'una família desfavorida, Nick Styles es fa policia. Una brillant detenció, la del maníac Earl Talbot Blake, li suposa els honors de la premsa. Styles té llavors una fugaç carrera i es fa procurador.
Però Blake no l'oblida i es llança sobre el seu rastre al final d'una audaç evasió.

## Repartiment
- Denzel Washington: Nick Styles
- John Lithgow: Earl Talbott Blake
- Ice-T: Odessa
- Kevin Pollak: Detectiu Larry Boyle
- Lindsay Wagner: D.A. Priscilla Brimlegh
- Mary Ellen Trainor: Gail Wallens
- Josh Evans: Kim
- Victoria Dillard: Alice Styles
- John Amos: Rev. Styles
- Jesse Ventura: Chewalski
- Starletta DuPois: Mrs. Styles
- Jim Ishida: periodista
- Miguel Sandoval: Vaca